# Mongolia na Zimowych Igrzyskach Olimpijskich 1968
Reprezentacja Mongolii na Zimowych Igrzyskach Olimpijskich 1968 we francuskim Grenoble liczyła siedmiu zawodników - dwóch biathlonistów, trzech łyżwiarzy szybkich i dwóch biegaczy narciarskich. Był to drugi w historii start reprezentacji Mongolii na zimowych igrzyskach olimpijskich.

## Wyniki

### Biathlon

#### Bieg mężczyzn na 20 km
| Zawodnik               | Czas      | Kary | Łącznie   | Miejsce | Źródło |
| ---------------------- | --------- | ---- | --------- | ------- | ------ |
| Bidzjaagijn Daszgaj    | 1:26:55.8 | 8    | 1:34:55.8 | 52.     | [ 1 ]  |
| Bajandżawyn Damdindżaw | 1:24:30.7 | 6    | 1:30:30.7 | 38.     | [ 1 ]  |

### Biegi narciarskie

#### Bieg mężczyzn na 15 km
| Zawodnik                      | Czas    | Miejsce | Źródło |
| ----------------------------- | ------- | ------- | ------ |
| Luwsan-Ajuuszijn Daszdemberel | 54:46.4 | 54.     | [ 2 ]  |
| Gendgeegijn Batmönch          | 54:21.3 | 52.     | [ 2 ]  |

#### Bieg mężczyzn na 30 km
| Zawodnik                      | Czas      | Miejsce | Źródło |
| ----------------------------- | --------- | ------- | ------ |
| Luwsan-Ajuuszijn Daszdemberel | 1:50:52.7 | 54.     | [ 3 ]  |
| Gendgeegijn Batmönch          | 1:51:39.1 | 56.     | [ 3 ]  |

### Łyżwiarstwo szybkie

#### 500 metrów mężczyzn
| Zawodnik                | Czas | Miejsce | Źródło |
| ----------------------- | ---- | ------- | ------ |
| Luwsanlchagwyn Dasznjam | 43.0 | 38.     | [ 4 ]  |

#### 1500 metrów mężczyzn
| Zawodnik                | Czas   | Miejsce | Źródło |
| ----------------------- | ------ | ------- | ------ |
| Luwsanlchagwyn Dasznjam | 2:16.7 | 49.     | [ 5 ]  |
| Büdżijn Dżalbaa         | 2:18.0 | 52.     | [ 5 ]  |

#### 5000 metrów mężczyzn
| Zawodnik            | Czas   | Miejsce | Źródło |
| ------------------- | ------ | ------- | ------ |
| Luwsanszarawyn Cend | 8:15.8 | 36.     | [ 6 ]  |